# Одеська губернія
Оде́ська губе́рнія (Одещина, Одеська губернія) — губернія УСРР з 28 січня 1920 року до 31 липня 1925 року.

У відповідності до постанови ВУЦВК від 10 травня 1919 року Херсонську губернію було розділено на Одеську з центром в Одесі та Херсонську з центром у Миколаєві. 28 січня 1920 року, Всеукрревком видав ще одну постанову яка підтверджувала попередню. 13 березня 1920 року й 25 грудня 1920 року (вдруге) Херсонську губернію було перейменовано на Миколаївську.

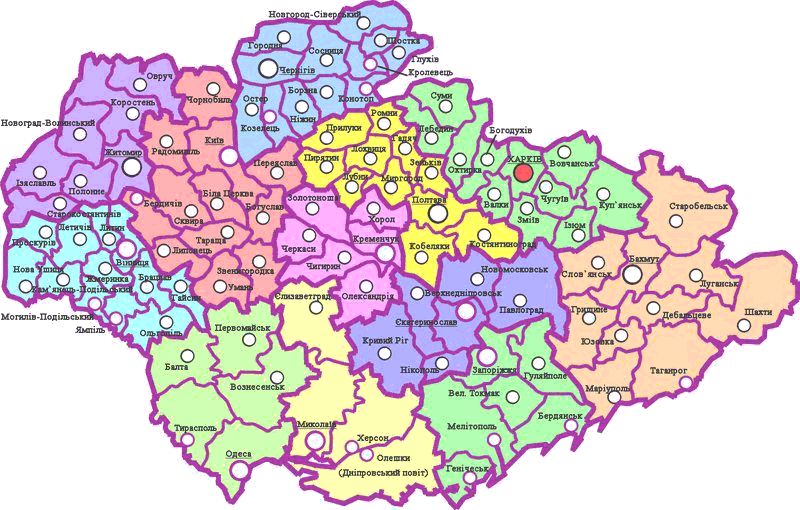
Мапа УСРР 1921 року, з Одеською губернією і повітами

## Адміністративний поділ
1920 до складу Одеської губернії увійшли такі повіти як
- Тираспольський,
- Одеський,
- Ананьївський,
- Балтський повіт (приєднаний у лютому 1920; або згідно з постановою ВУЦВК від 18 серпня 1920 р. зі складу Подільської губернії[2])
- Першомайський (від липня 1920)
- Вознесенський ( від 8 серпня 1920[3])
- Очаківський (у серпні 1920 р. місто Очаків і 23 березня 1921 значна частина Очаківського повіту були передані до Миколаївської губернії[4][5])

У серпні 1920 здійснено укрупнення волосного адмін.-тер. поділу — із 43 утворено 20 волостей. 
Станом на 1 березня 1921 року до складу губернії входило 6 повітів:
- Ананьївський повіт
- Балтський повіт
- Вознесенський повіт
- Одеський повіт
- Первомайський повіт
- Тираспольський повіт

В березні 1921 року змінено межі Одеської і Миколаївської губерній.
В лютому 1921 року III губернським з'їздом Рад скасований Ананьївський повіт — 8 червня 1921 року ВУЦВК затвердив ліквідацію Ананьївського повіту Одеської губернії.
21 жовтня 1922 року приєднана Миколаївська губернія (Дніпровський, Єлисаветградський, Миколаївський, Херсонський повіти).
Станом на 1 січня 1923 року поділялася на 9 повітів та 185 волостей:
- Дніпровський (17 волостей)
- Єлисаветградський (42 волості)
- Миколаївський (37 волостей)
- Херсонський
- Балтський (26 волостей)
- Вознесенський (12 волостей)
- Одеський (12 волостей)
- Первомайський (27 волостей)
- Тираспольський (22 волості)

7 березня 1923 року губернія була поділена на 6 округ та 74 района:
- Балтська (11 районів)
- Лисаветградська (13 районів; 7 серпня 1924 року перейменована на Зинов'євську)
- Миколаївська (8 районів)
- Одеська (17 районів)
- Першомайська (13 районів)
- Херсонську (12 районів).

Постановою Президії Одеського губвиконкому від 29 серпня 1923 перенесені райцентри: з Демидове в Петровірівку (Одеської), з Благодатне — в Лису Гору, з Вікторштадт — у Надлак, з Кантакузенки — в Доманівку (Першомайської округи) з відповідним перейменуванням районів.
Міста, визначені Постановою Губернської адм.-тер. комісії № 24 від 19.05.1923 та затверджені згідно з Постановою Губекосо (УЕН) № 64 від 31.05.1923:
Одеса, Березівка, Тирасполь, 
Балта, Ананьїв, Бірзула, Рибниця, 
Первомайськ, 
Єлисаветград, Бобринець, Ново-Українка, Новомиргород, 
Миколаїв, Вознесенськ, Очаків, 
Херсон, Берислав, Каховка, 
Скадовськ.
1924 року віднесені до розряду смт: Бірзула, Рибниця, Бобринець, Вознесенськ, Ново-Миргород, Березівка, Берислав, Каховка, Очаків, Скадовськ, Ново-Українка.

Маяки, Овідіополь і Олешки (а також Григоріополь та Дубосари), посади Березнегувате, Висунськ, Посад-Покровськ, Богоявленськ і Ново-Архангельськ імпліцитно віднесені до категорії сіл/містечок.
26 листопада 1924 року ліквідована Балтська округа (більша її частина приєднана до АМСРР)
Ліквідована з 1 серпня 1925 року.

## Населення
| На початок року | Площа, км2 | Населення | Населення | Населення |
| На початок року | Площа, км2 | всього    | міське    | сільське  |
| --------------- | ---------- | --------- | --------- | --------- |
| 1917            | 70 923     | 3 806 900 | 1 146 800 | 2 660 110 |
| 1922            | 31 392     | 1 940 188 | 565 103   | 1 375 085 |
| 1924            | 68 753     | 3 323 466 | 853 566   | 2 469 900 |

## Керівники губернії

### Голови військово-революційного комітету, Ради народних комісарів і обласного виконавчого комітету
- Юдовський Володимир Григорович (17.01.1918—31.01.1918) /голова ВРК/
- Юдовський Володимир Григорович (31.01.1918—15.02.1918) /голова РНК/
- Старостін Петро Іванович (15.02.1918—28.02.1918) /голова РНК/
- Старостін Петро Іванович (28.02.1918—13.03.1918) /голова облвиконкому/

### Голови губернського революційного комітету і губернського виконавчого комітету
- Клименко Іван Євдокимович (.04.1919—.06.1919) /губревком/
- Клименко Іван Євдокимович (.06.1919—.08.1919) /губвиконком/
- Павло (Логинов Володимир Федорович) (5.02.1920—11.02.1920) /губревком/
- Кін Павло Андрійович (11.02.1920—9.04.1920) /губревком/
- Кін Павло Андрійович (9.04.1920—15.06.1920) /губвиконком/
- Борчанінов Олександр Лукич (13.06.1920—9.07.1920) /губревком/
- Шумський Олександр Якович (9.07.1920—30.08.1920) /губревком/
- Антонов-Овсієнко Володимир Олександрович (.08.1920—.08.1920) /губвиконком/
- Клименко Іван Євдокимович (30.08.1920—.11.1920) /губревком/
- Дробніс Яків Наумович (.11.1920—20.01.1921) /губвиконком/
- Дробніс Яків Наумович (20.01.1921—17.02.1921) /губревком/
- Дробніс Яків Наумович (17.02.1921—.07.1921) /губвиконком/
- Аверін Василь Кузьмич (.07.1921—.12.1922) /губвиконком/
- Іванов А. І. (.12.1922—1923)/губвиконком/
- Іванов Андрій Васильович (1923—.05.1925)/губвиконком/
- Кудрін Іван Михайлович (.05.1925—.08.1925) /губвиконком/
- Бурумов Андрій Миколайович (.08.1925—.08.1925) /губвиконком/

### Голови губернського комітетуКП(б)У
- Гамарник Ян Борисович (.06.1919—.08.1919)
- Гамарник Ян Борисович (12.02.1920—.07.1920)
- Сирцов Сергій Іванович (.07.1920—.11.1920)

### Секретарі губернського комітетуКП(б)У
- Соколовська Софія Іванівна (.06.1919—.08.1919)
- Картвелішвілі Лаврентій Йосипович (.01.1920—12.02.1920)
- Павло (Логинов Володимир Федорович) (12.02.1920—.07.1920)
- Інгулов Сергій Борисович (.07.1920—.11.1920)

### Відповідальні секретарі губернського комітетуКП(б)У
- Сирцов Сергій Іванович (.11.1920—.02.1921)
- Робінсон Самуїл Григорович (.02.1921—.04.1921)
- Сирцов Сергій Іванович (.04.1921—.05.1921)
- Пугачевський Лазар Ісакович (.05.1921—14.07.1921)
- Робінсон Самуїл Григорович (14.07.1921—29.07.1921)
- Луговий Олександр Васильович (29.07.1921—.09.1921)
- Смолянський Я. Б. (.09.1921—.09.1921)
- Одинцов Олександр Васильович (.09.1921—22.10.1922)
- Майоров Михайло Мусійович (22.10.1922—.09.1923)
- Хатаєвич Мендель Маркович (.09.1923—.05.1924)
- Корнюшин Федір Данилович (.05.1924—6.04.1925)
- Безсонов Володимир Матвійович (6.04.1925—.08.1925)

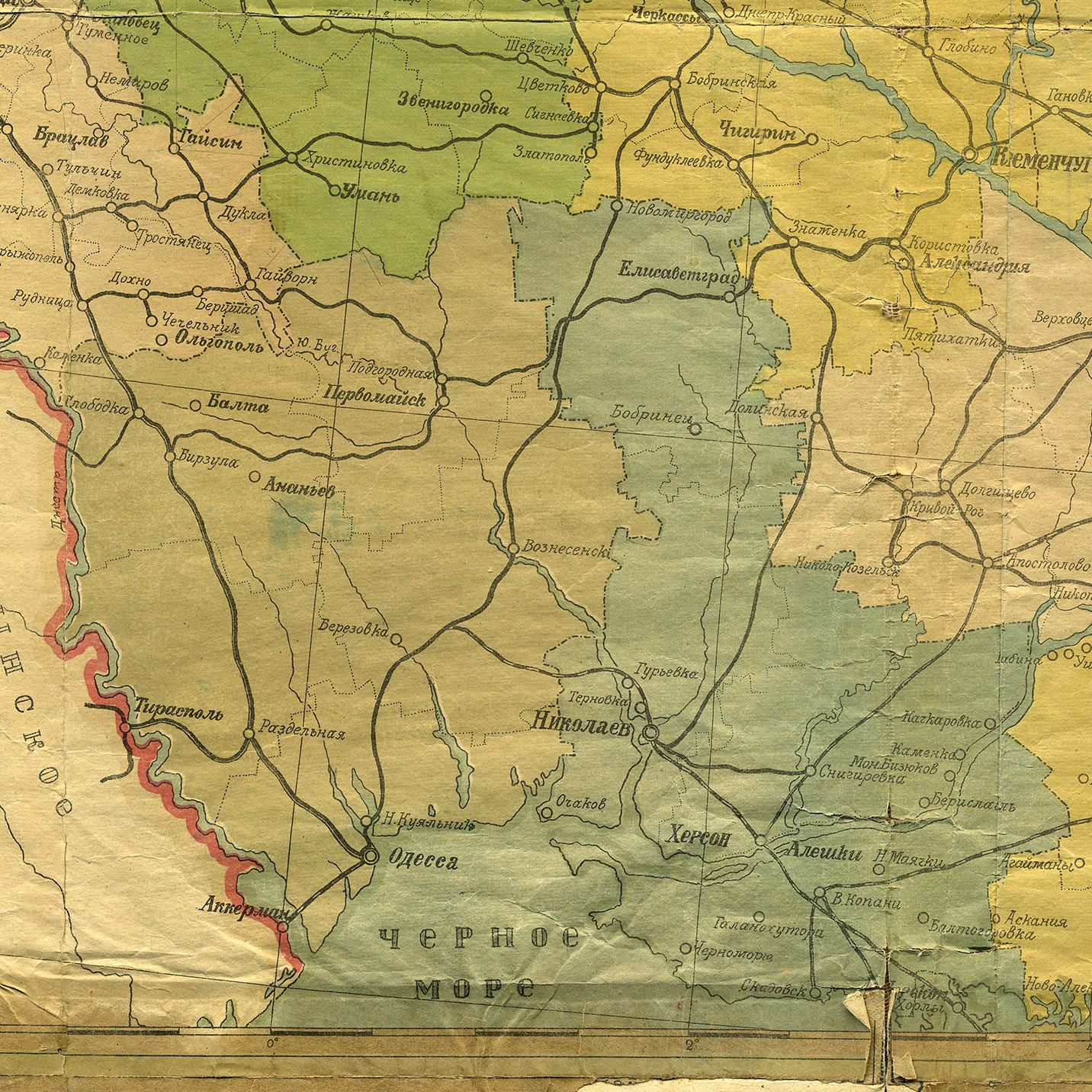
Карта Одеської та Миколаївської губерній, 1921
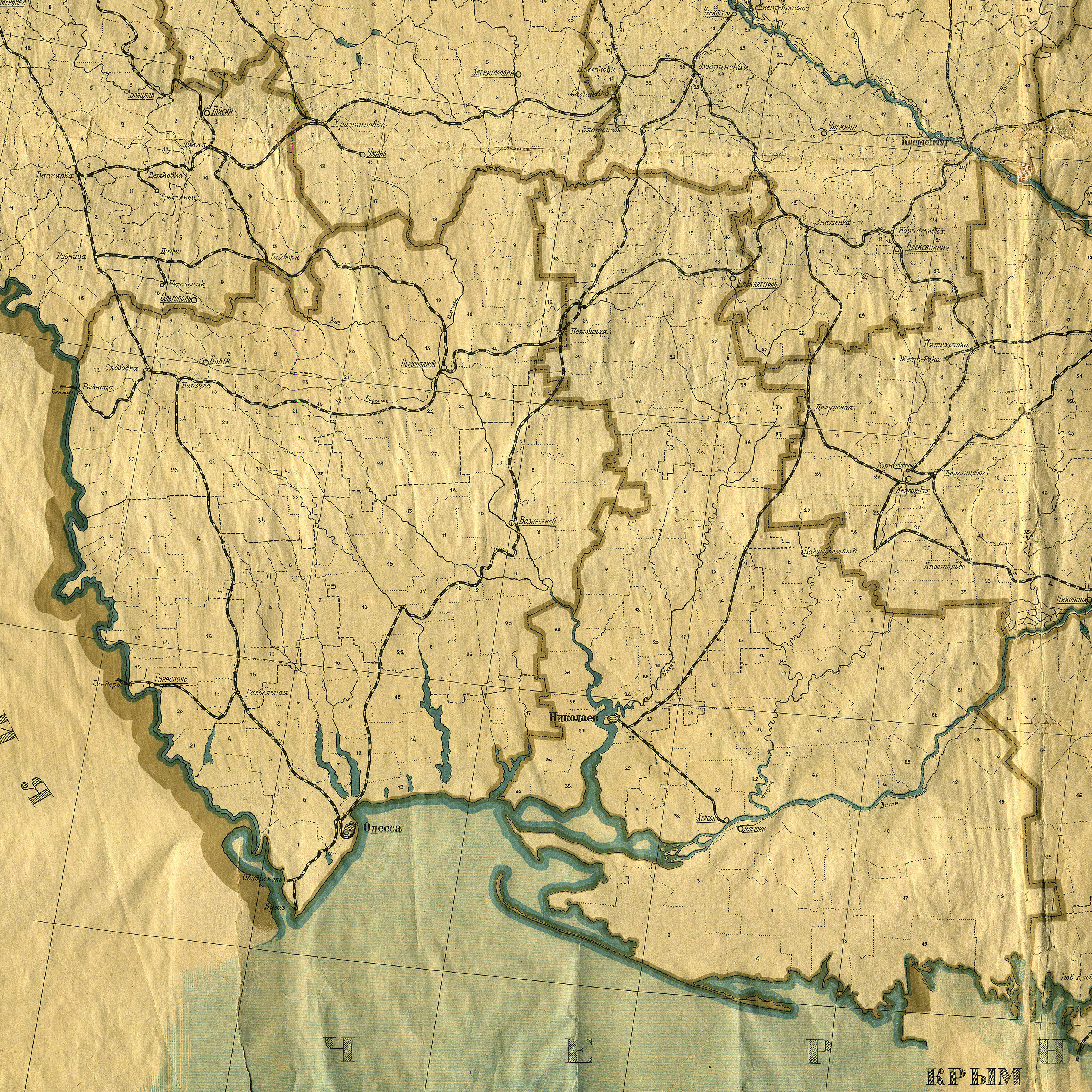
Карта Одеської та Миколаївської губерній, 1921
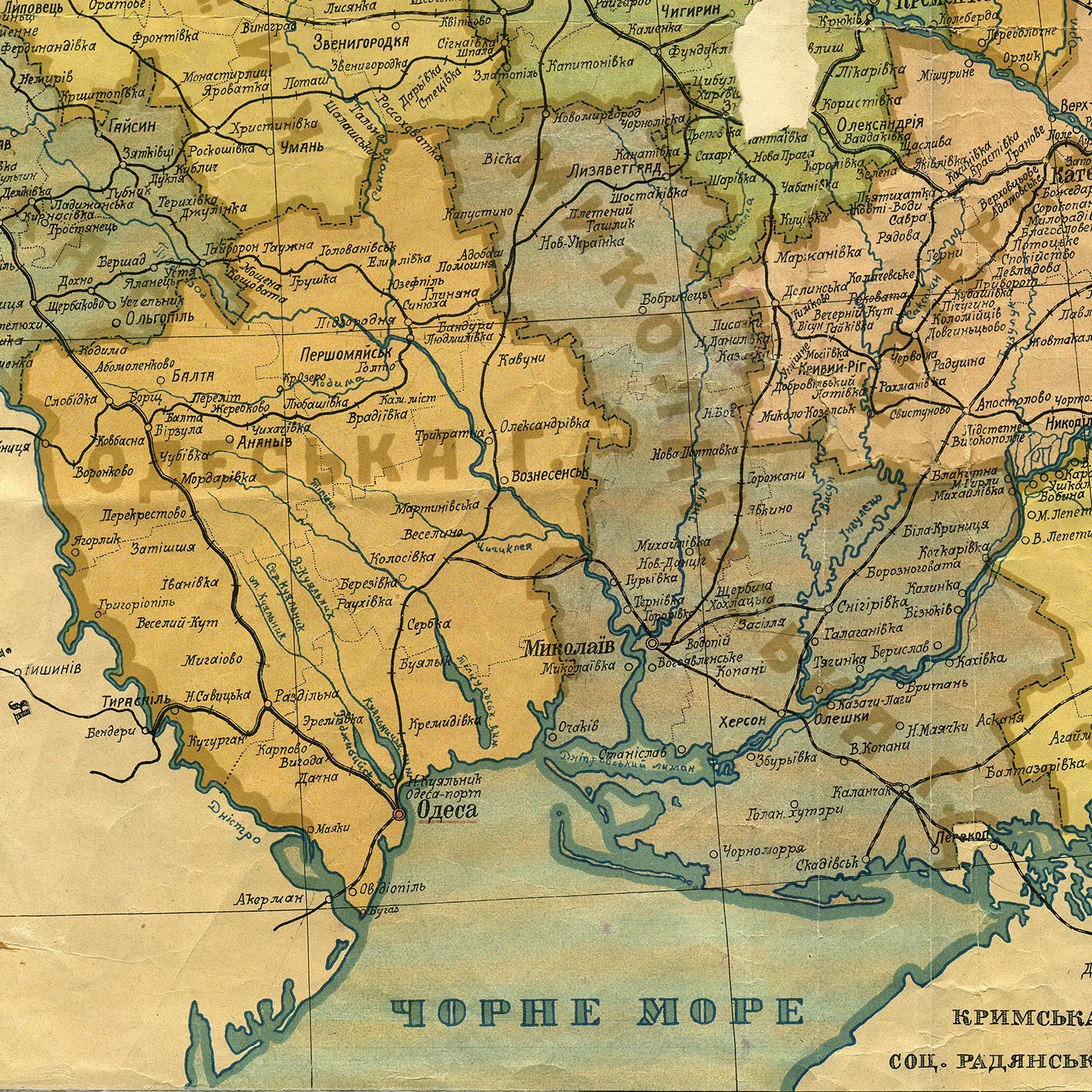
Карта Одеської та Миколаївської губерній, 1922
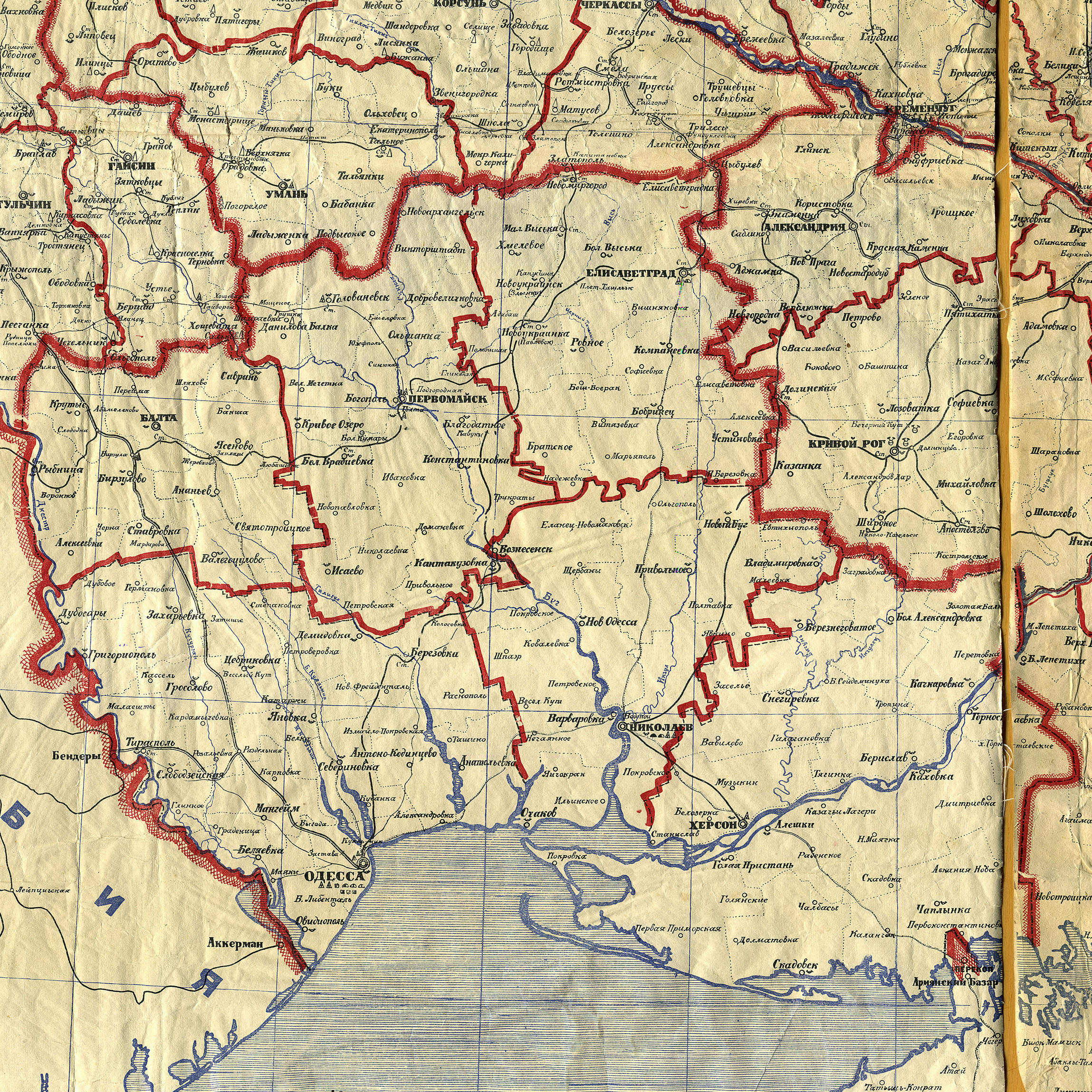
Карта Одеської губернії, 1923
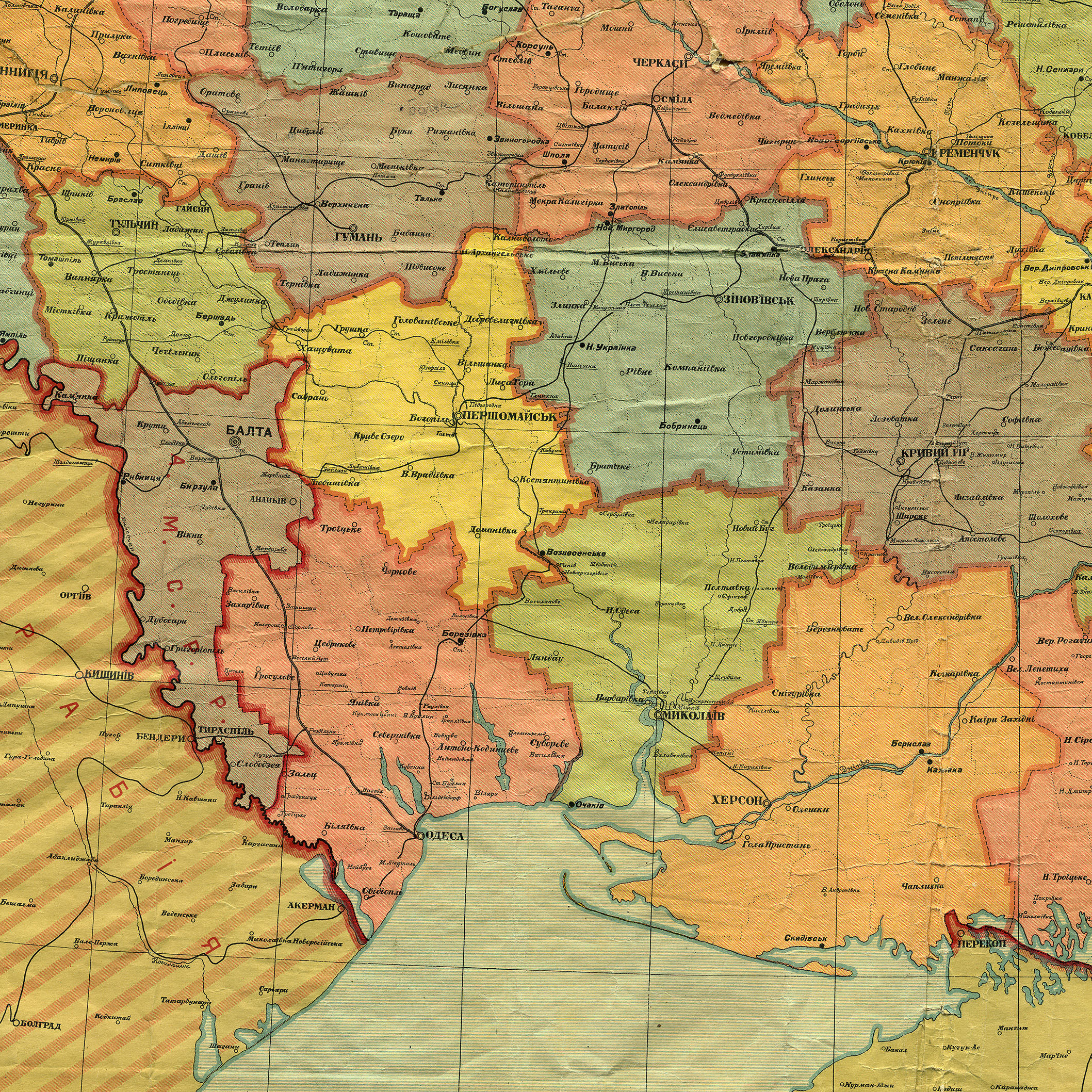
Територія колишньої Одеської губернії на карті Української СРР, адміністративні межі станом на 1 жовтня 1925
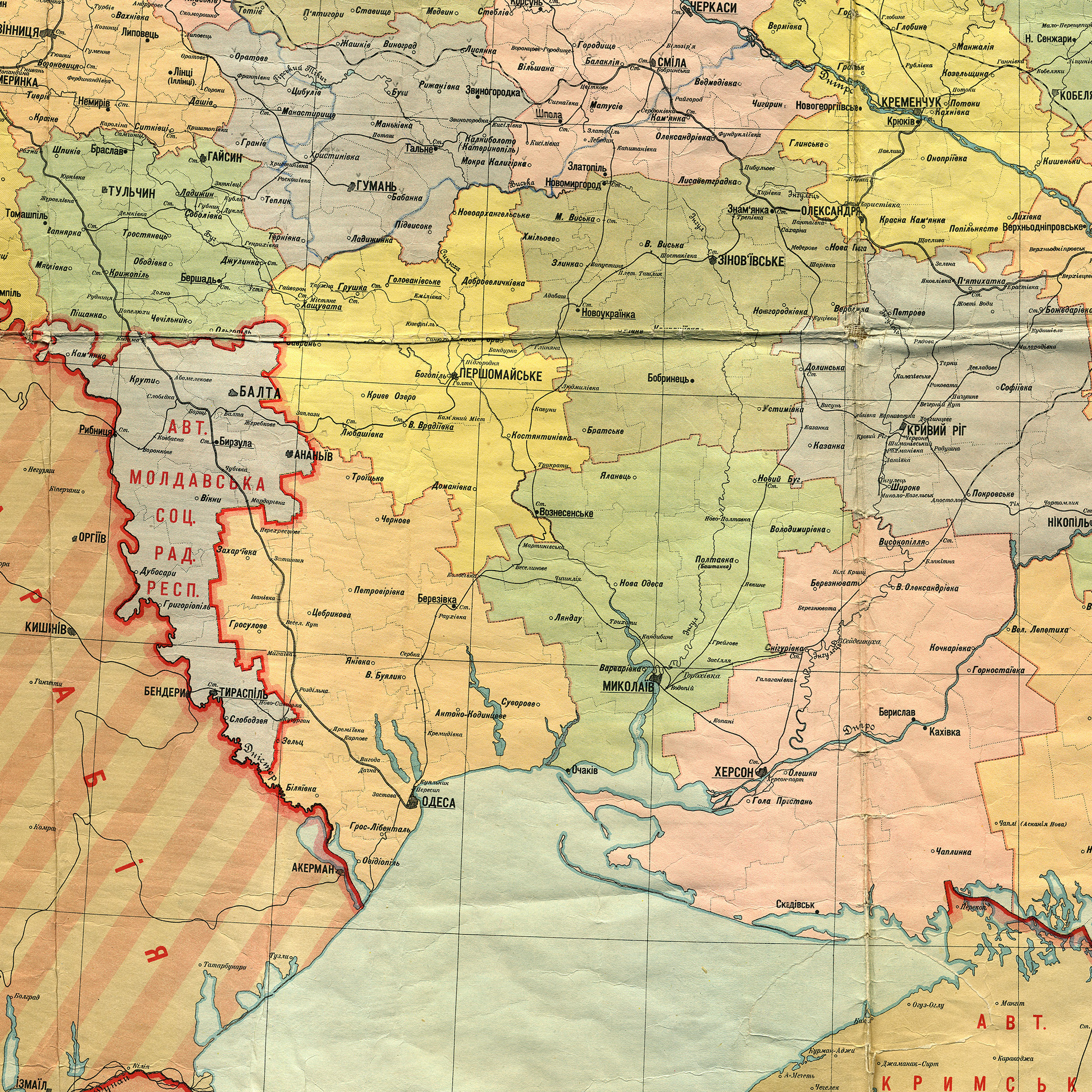
Територія колишньої Одеської губернії на карті Української СРР, адміністративні межі станом на 1 березня 1927